# 韓劇台電視劇集列表 (2020年)
本列表列出2020年由香港myTV SUPER韓劇台所播放的劇集。

## 往年節目
街坊英雄、麵條之神、常青老友、B任務、追稅38部隊、法妻當自強、法官男女、宮、魔女的法庭、扮基追女仔、三流人生、善良的男人、愛情上錯身、7級公務員、奇怪的拍檔、愛情廣播、解碼追兇、我家都是超人、再次相遇的世界、熟女辛市長、燦爛的遺產、最強一撃、懷抱太陽的月亮、五指咒鳴曲、神級秘書、新紮散仔、山寨檢察官、師任堂、黃金光輝的人生、月桂樹西裝店、婆媽關係、愛情甘味、五個孩子、再一次初戀、雙生復仇、假面繼承人、誘情嫉妒、爸爸好奇怪、失驚無神多個媽、流氓法官、慌心女作家、愛情失咗憶、皇后的品格、咖啡王子、名流真相、離婚萬歲!、舞動少女團、消失的記憶、灰姑娘與四騎士、住在我家的男人、明星跟班Friend、獨身萬歲、少女時代1979、初戀大作戰、讀心試愛、守護波士、原來是美男、愛情吹波糖、藍海傳說、權慾叛戰、最強速遞員、外科醫心、想念你、勁爆狗仔隊、吸血鬼偵探、青春向前衝、大媽復仇聯盟、拖喼打官司、完美的妻子、當你沉睡時、告白夫婦、好醫生